# Sammy Traoré
Sammy Traoré (Créteil, 25 februari 1976) is een Malinees-Franse voetballer (verdediger) die sinds 2006 voor de Franse eersteklasser Paris Saint-Germain uitkomt. Voordien speelde hij voor US Créteil-Lusitanos en OGC Nice. Met Paris Saint-Germain won hij in 2008 de Coupe de la Ligue.
Traoré speelde sinds 2002 reeds acht wedstrijden voor de Malinese nationale ploeg, daarin kon hij één doelpunt scoren. Hij bezit ook de Franse nationaliteit, daar hij in Frankrijk is geboren.

## Carrière
- 1996-2002: US Créteil-Lusitanos
- 2002-2006: OGC Nice
- 2006- nu : Paris Saint-Germain
  - 2007: AJ Auxerre (op huurbasis)